# Presidente di Melilla
Il presidente di Melilla, anche noto come sindaco-presidente, è una figura politica di primaria importanza per la città autonoma di Melilla, una delle due città autonome spagnole situate nel continente africano. Questa figura ricopre diversi ruoli di leadership e coordinamento.
Il presidente di Melilla viene scelto dall'Assemblea, composta dai membri eletti tramite elezioni, ed è nominato dal re di Spagna. L'elezione del presidente avviene tra i membri dell'Assemblea che siano capolista di una lista elettorale che abbia ottenuto seggi. Questo processo è regolato da un sistema che richiede una maggioranza assoluta.

## Altre funzioni
Il presidente di Melilla ha anche il potere di nominare e separare i consiglieri, nonché di delegare temporaneamente le sue funzioni esecutive a alcuni dei membri del Consiglio di Governo. Questo processo è fondamentale per il corretto funzionamento dell'amministrazione locale e la gestione dei vari settori della città.

## Lista di presidenti
L'Estatuto de Autonomía de Melilla è stato approvato nel 1995 e ha stabilito la struttura politica e amministrativa della città autonoma, conferendo al sindaco la carica di "presidente". Da allora, diversi individui hanno ricoperto la posizione di sindaco-presidente di Melilla, assumendo il governo della città autonoma.
Ecco un elenco delle persone che hanno governato Melilla come sindaci-presidenti:
| Presidente | Presidente | Presidente | Presidente        | Città di nascita | Inizio del mandato | Fine del mandato   | Partito                                 |
| ---------- | ---------- | ---------- | ----------------- | ---------------- | ------------------ | ------------------ | --------------------------------------- |
| 1.°        |            |            | Ignacio Velázquez | Ceuta            | 14 marzo dal 1995  | 3 marzo dal 1998   | PP                                      |
| 2.°        |            |            | Enrique Palacios  | Melilla          | 3 marzo dal 1998   | 5 luglio dal 1999  | Independente                            |
| 3.°        |            |            | Mustafá Aberchán  | Melilla          | 5 luglio dal 1999  | 19 luglio dal 2000 | CpM                                     |
| 4.°        |            |            | Juan José Imbroda | Melilla          | 19 luglio dal 2000 | 15 giugno del 2019 | UPM (2000-2003) PP (2003-2019)          |
| 5.°        |            |            | Eduardo de Castro | Melilla          | 15 giugno del 2019 | 7 luglio dal 2023  | Cs (2019-2021) Independente (2021-2023) |
| 6.°        |            |            | Juan José Imbroda | Melilla          | 7 luglio dal 2023  | presente           | PP                                      |